# Медаль «Победа на Халхин-Голе»
«Победа на Халхин-Голе» (монг. Халхын Голын Ялалт медаль) — медаль Монгольской Народной Республики была учреждена Указом Президиума Великого Народного Хурала МНР от 19 марта 1979 года в ознаменование 40-летия разгрома монгольскими и советскими войсками японских милитаристов, вторгшихся в пределы Монгольской Народной Республики в районе реки Халхин-Гол.

## Статус
Медаль «Победа на Халхин-Голе» вручалась лицам, непосредственно участвовавшим в боевых действиях на р. Халхин-Гол, а также тем, кто своим самоотверженным трудом оказывал конкретную действенную помощь в деле разгрома японских захватчиков.

## Описание знака
В верхней части лицевой стороны медали — пятиконечная звезда с расходящимися лучами, под ней «Соёмбо» и Серп и молот, символизирующие вечную дружбу монгольского и советского народов. В центральной части медали выпуклая надпись в две строки: Халхын голын ялалт (Победа на Халхин-Голе). По окружности медали изображен венок из лавровых ветвей (вправо и влево).
Оборотная сторона медали гладкая, плоская.
Медаль при помощи ушка и кольца соединяется с пятиугольной колодкой, покрытой эмалью. Цветные полосы на ней расположены симметрично, в следующем порядке: синяя — 3 мм, жёлтая и белая, каждая по 1,5 мм, в центре красная — 14 мм. Размер колодки — 21 х 32 мм.
Колодка имеет булавку для крепления медали к одежде.
Медаль и колодка — из позолоченного металла.